# Commerce non sédentaire en France
Le commerce non sédentaire désigne toute activité, exercée 
- sur la voie publique, sur les halles, marchés, champs de foire ou de fête
- ou par voie de démarchage dans les lieux privés 

et ayant pour objet 
- soit la vente d'un bien mobilier,
- soit la conclusion d'un contrat de location ou de prestation de services ou d'ouvrage
- soit la présentation d'un spectacle ou d'une attraction.

## Régime réglementaire

### Principe de la déclaration préalable obligatoire
Toute personne  physique ou morale qui exerce une activité commerciale ou artisanale ambulante sur la voie publique, les marchés, les halles, hors du territoire où est situé son habitation ou son principal établissement, doit 
- faire une déclaration préalable auprès du CFE (Centre de formalités des entreprises) dont elle dépend afin d'obtenir la carte de commerçant ambulant.
- être domicilié en France (exploitant de nationalité française ou étrangère).
- être immatriculé au Registre des Métiers ou au RCS (Registre du Commerce et des Sociétés)  soit sous forme d'entreprise individuelle, soit sous forme de société commerciale.

Les personnes exerçant une activité ambulante dans le cadre du régime de l'auto-entrepreneur sont seulement tenues de déclarer l'exercice de leur activité de façon préalable auprès du CFE compétent.
Ne sont pas concernées par cette obligation :
- les professionnels dont l'activité se limite au transport de personnes ou de biens mobiliers
- les colporteurs ou vendeurs de presse ou de billets de loterie sur la voie publique
- les professionnels effectuant des opérations de démarchage réglementées par des textes particuliers, notamment les agents commerciaux, les VRP, etc.
- les professionnels effectuant à titre accessoire, dans une ou plusieurs communes, des tournées de vente ou de prestation de services à partir d'établissements fixes : Vente de pain, d'épicerie, boucherie, fruits et légumes dans les campagnes)

### Installation sur la voie publique
La personne exerçant une activité non sédentaire doit disposer :
- en cas d'occupation sans emprise, d'un permis de stationnement délivré par l'autorité administrative chargée de la police de la circulation (par ex : terrasse, étalage, stationnement d'un véhicule...)
- en cas d'occupation privative avec emprise, d'une permission accordée par l'autorité responsable du domaine (par ex: Installation d'un kiosque au sol, etc.)
- en cas d'installation sur un marché, halle, ou foire, d'un accord obtenu sur demande à la mairie, au placier municipal ou à l'organisateur de l'évènement.

Cette installation pourra faire l'objet d'un «droit de place» et/ou du paiement d'une redevance.

## Réglementation relative au produit ou service commercialisés
L'exercice d'une activité non sédentaire doit s'opérer dans le respect des réglementations applicables au domaine d'activité, au produit ou service commercialisé : Information sur les prix et les provenances, détention de carte ou de licence ou de titre, etc.)